# Crucianella kurdistanica
Crucianella kurdistanica är en måreväxtart som beskrevs av Malin.. Crucianella kurdistanica ingår i släktet Crucianella och familjen måreväxter. Inga underarter finns listade i Catalogue of Life.